# 神内
神内（こうない）は、大阪府高槻市東部の町名。住居表示の神内1丁目、2丁目と住居表示未実施の大字の神内がある。

## 概要
高槻市の東部に位置し、三島郡島本町との市町境に当たる。名神高速道路を挟み、南側は上牧駅から構成される住宅街の神内1丁目と2丁目、北部は丘陵地で大字の神内がある。
古代より西国街道の街として栄えており、神南の戦いの場所としても知られている。

### 山岳
- 若山（315.2m）

## 校区
2022年（令和4年）4月現在、市立小・中学校に通う場合、校区は以下の通りとなる。
| 番・番地等 | 小学校             | 中学校             |
| ---------- | ------------------ | ------------------ |
| 全域       | 高槻市立五領小学校 | 高槻市立五領中学校 |

## 交通

### 鉄道
- 阪急電鉄京都本線 ■ 上牧駅

### バス
- 阪急バス

### 道路
- 京都府道・大阪府道67号西京高槻線
- 名神高速道路

## 施設
公園
- 神内かんなび公園

旧跡
- 神南備の杜